# Tanzfrösche
Die Tanzfrösche (Micrixalus) sind eine Gattung kleiner Froschlurche, die in den Westghats im Westen Indiens endemisch vorkommen. Micrixalus ist die einzige Gattung innerhalb der Familie Micrixalidae. 

## Merkmale
Die Frösche sind klein mit Körperlängen von 2,5 bis 3,5 cm. In den meisten Fällen sind sie bräunlich oder rotbraun gefärbt und haben eine relativ glatte Haut. Das Trommelfell ist klein. Die Hinterfüße besitzen Schwimmhäute während die Finger der Vorderfüße frei sind. Die charakteristischen, für eine Diagnose der Gattung herangezogenen Merkmale betreffen den Schultergürtel. Üblicherweise besitzen sie ein Omosternum, ein nach vorn durch die Schlüsselbeine vorstehendes Element des Brustbeins (firmisternaler Schultergürtel), das üblicherweise eine Spitze aus Knorpel hat und bei den Tanzfrösche nicht gegabelt ist. Außerdem sind die Epikorakoidknorpel vorne und hinten zusammengewachsen.

## Lebensweise
Tanzfrösche leben in Bergregenwäldern in der Nähe von schnell fließenden Bächen und Flüssen. Sie halten sich bevorzugt auf nassen Steinen in der Nähe der Gewässer auf. Die Männchen sind revierbildend und markieren ihr Territorium und werben um Weibchen durch Rufe und auffälliges Wedeln mit den Hinterbeinen. Ihren Laich legen die Tanzfrösche direkt am Ufer auf Steinen ab, die sich innerhalb der Spritzzone befinden oder eingegraben im Gewässerboden. Die Kaulquappen der Tanzfrösche blieben über mehr als 125 Jahre seit der Beschreibung der Gattung im Jahr 1888 unbekannt. Sie sind aalartig langgestreckt, besitzen einen kräftigen Schwanz und werden bis zu 3 cm lang. Die Kaulquappen leben wie Regenwürmer in sandigen oder kiesigen Ufern, im Gewässerboden oder in Sandbänken üblicherweise in Tiefen von 10 bis 40 Zentimetern und ernähren sich von organischen Partikeln, die sie im Boden finden.

## Arten

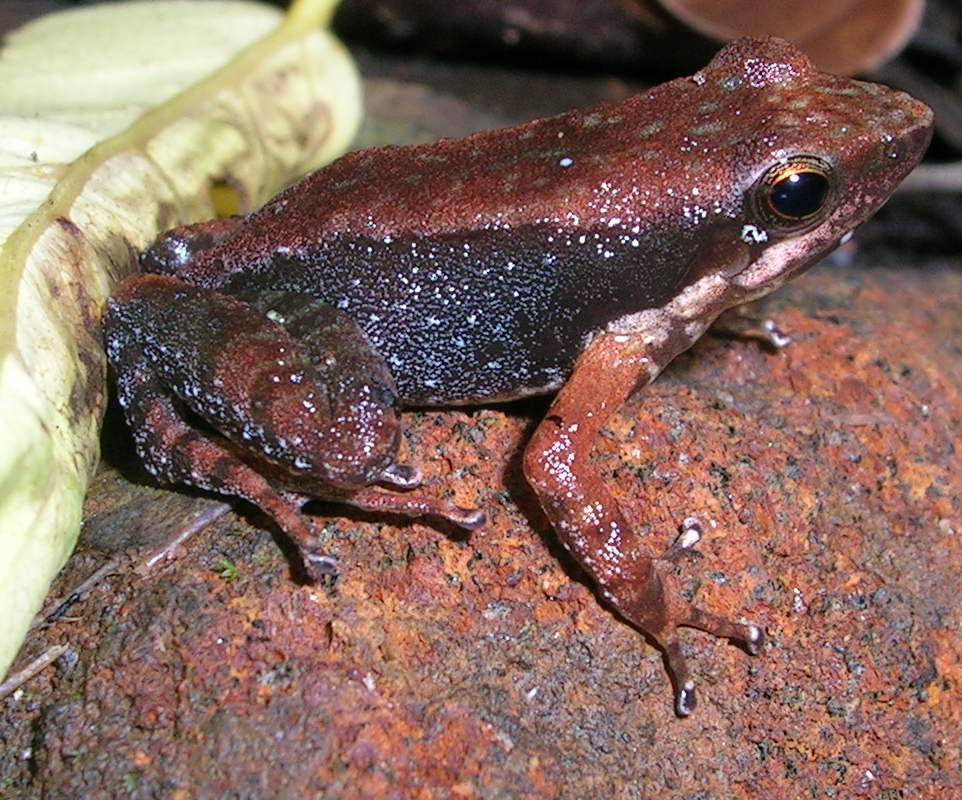
Micrixalus fuscus

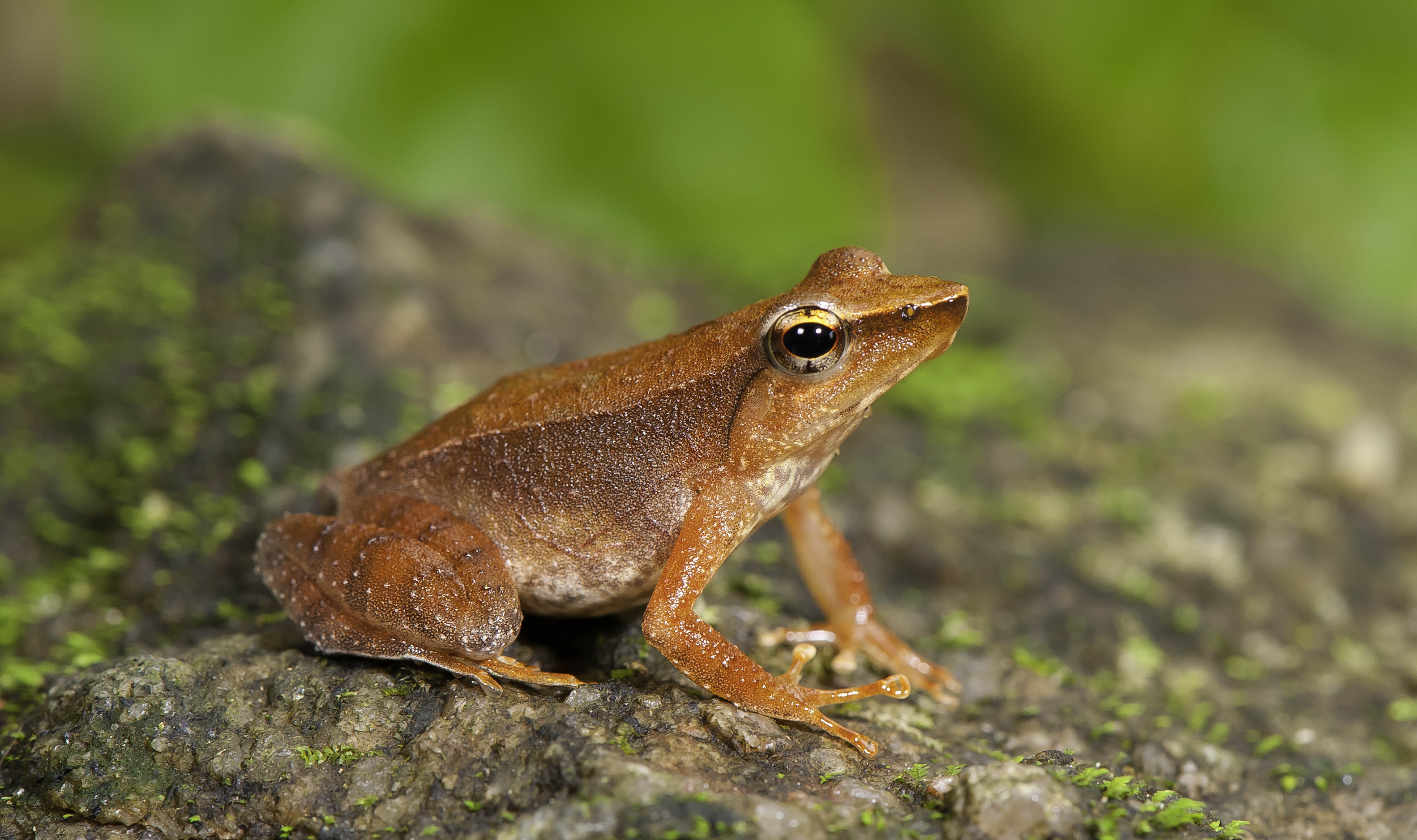
Micrixalus nelliyampathi

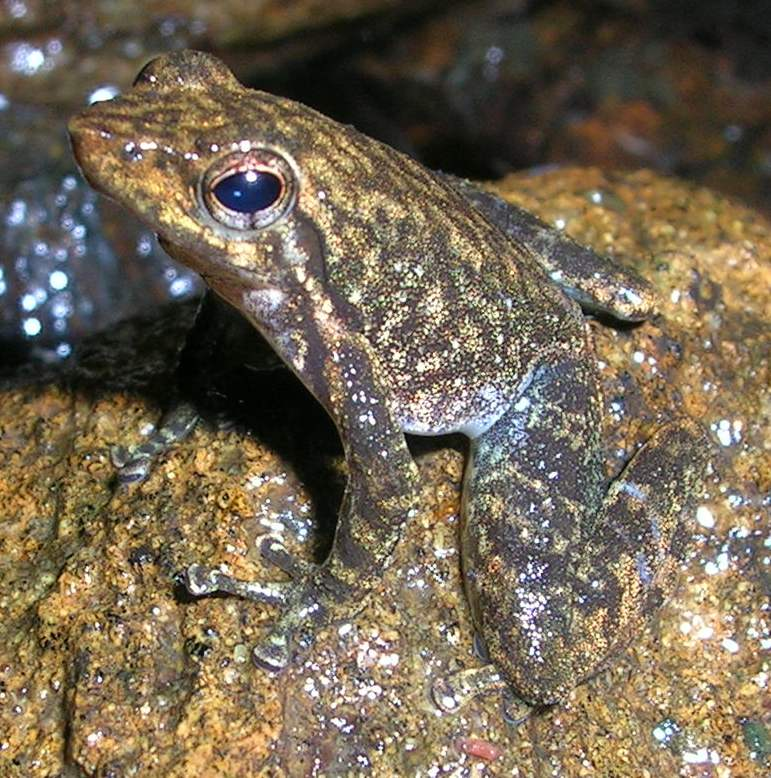
Micrixalus saxicola

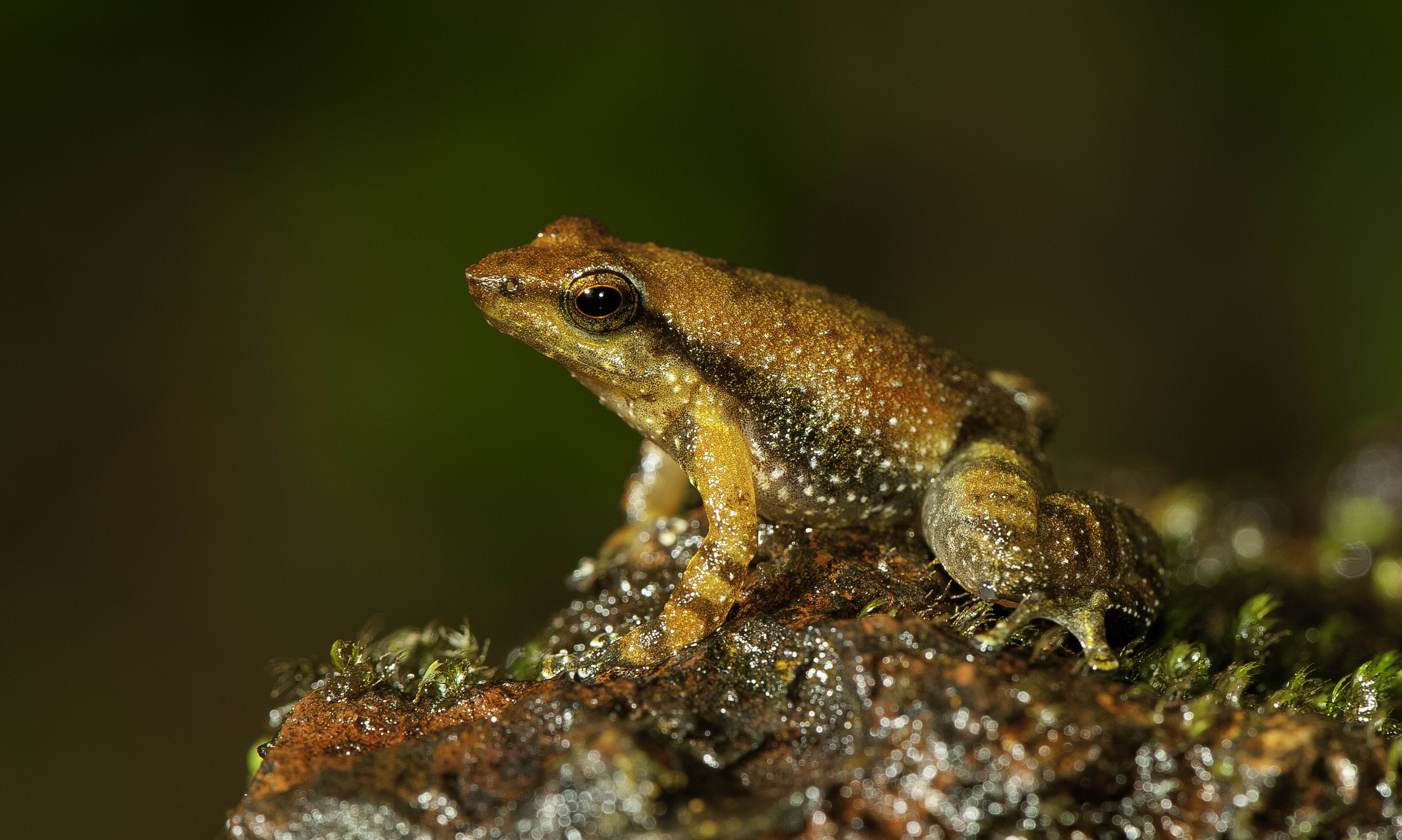
Micrixalus uttaraghati

Gegenwärtig werden 24 Arten in die Gattung Micrixalus gestellt.
Stand: 5. Februar 2020
- Micrixalus adonis Biju et al., 2014
- Micrixalus candidus Biju et al., 2014
- Micrixalus elegans (Rao, 1937)
- Micrixalus frigidus Biju et al., 2014
- Micrixalus fuscus (Boulenger, 1882)
- Micrixalus gadgili Pillai & Pattabiraman, 1990
- Micrixalus herrei (Myers, 1942)
- Micrixalus kodayari Biju et al., 2014
- Micrixalus kottigeharensis (Rao, 1937)
- Micrixalus kurichiyari Biju et al., 2014
- Micrixalus mallani Biju et al., 2014
- Micrixalus nelliyampathi Biju et al., 2014
- Micrixalus nigraventris Biju et al., 2014
- Micrixalus niluvasei Biju et al., 2014
- Micrixalus nudis Pillai, 1978
- Micrixalus phyllophilus (Jerdon, 1854)
- Micrixalus sali Biju et al., 2014
- Micrixalus saxicola (Jerdon, 1854)
- Micrixalus silvaticus (Boulenger, 1882)
- Micrixalus sairandhri Biju et al., 2014
- Micrixalus specca Biju et al., 2014
- Micrixalus spelunca Biju et al., 2014
- Micrixalus thampii Pillai, 1981
- Micrixalus uttaraghati Biju et al., 2014

## Systematik
Die Gattung Micrixalus wurde 1888 durch den belgisch-britischen Zoologen George Albert Boulenger eingeführt. Die Typusart ist Ixalus fuscus Boulenger, 1882. 2001 wurden die Tanzfrösche in eine Unterfamilie Micrixalinae innerhalb der Familie der Echten Frösche (Ranidae) gestellt und im Jahr 2006 wurde diese Unterfamilie im Rahmen einer umfangreichen phylogenetischen Untersuchung der Amphibien in den Familienrang erhoben. Die Micrixalidae sind die Schwestergruppe der Ceratobatrachidae.